# Kraj zločina
Kraj zločina je lokacija, ki je povezana s storitvijo kaznivega dejanja in vsebuje fizične dokaze, ki so pomembni za samo preiskavo kaznivega dejanja.  Dokazi se zbirajo s strani preiskovalcev kaznivega dejanja in s strani organov pregona. Kraj zločina je lokacija, kjer je kaznivo dejanje potekalo ali pa je lahko katerokoli področje, ki vsebuje dokaze samega kaznivega dejanja. Prizori niso omejeni le na lokacijo, s kazenskim dogodkom, ki se je zgodil, ampak so povezane tudi z osebami, kraji in predmeti. Po odkritju kraja zločina je pomembno, da se sprejmejo ukrepi za zagotovitev varnosti in zaščito prizora pred oskrunitvijo. Da bi ohranili celovitost scene, morajo organi pregona ukrepati, tako, da blokirajo okolico, kot tudi slediti, kdo na kraj zločina pride in odide. S sprejetjem teh varnostnih ukrepov, lahko policisti zagotovijo, da so dokazi, ki so zbrani lahko uporabijo na sodišču. Dokazi, ki so oskrunjeni, zlorabljeni ali ponarejeni se izvržejo iz sodišča. Pomembno je, da je vse kar je povezano z zločinom dokumentirano. . Policisti in preiskovalci so odgovorni, da je dokumentacija skladna in usklajena. Dokumentacija mora vključevati stališča in ukrepe, ki so jih sprejeli na kraju zločina. Tisti, ki je prvi prišel na kraj zločina je odgovoren za evidentiranje kraja zločina od prihodu. Na začetku je zelo pomembno zbrati komentarje prič, žrtve in možnih osumljencev. Ostali dokumenti se ustvarijo tudi zato, da je integriteta zločina nedotaknjena. Ti dokumenti vsebujejo seznam, kdo je bil v stiku z dokazi kot tudi dnevnik, kako so bili dokazi zbrani.

## Ohranjanje in oskrunitev
Kraj zločina je pogosto ohranjen z vzpostavitvijo blokad in nadzorom gibanja na kraju zločina in izven, tako da lahko ohranijo celovito sceno kaznivega dejanja. . Meja zločina je začrtana z barikado trakov, da bi ohranili le tiste, ki so pomembni za kraj zločina. Preiskovalci skušajo zaščititi kraj zločina za vsako ceno, čeprav je težko popolnoma preprečiti oskrunitev, hkrati pa morajo biti sprejeti številni ukrepi za zagotovitev celovitosti in nedotaknjenosti zločina. Preiskovalci na kraju zločina ne smejo jesti, piti, kaditi ali pa imeti odmore blizu kraja zločina. Vse, kar ni bilo prvotno na kraju zločina ali je posledica drugih okoliščin lahko ogrozi potencialne dokaze in uspeh preiskave.

## Zaporedje dogodkov
Začetek preiskave se začne s klicem o kaznivem dejanju in nato preiskovalci odidejo na kraj zločina. Policist, ki sprejme klic ima zelo pomembno vlogi pri ohranjanju integritete scene. Preiskovalci, ki so prvi na kraju zločina so odgovorni za zaščito kraja zločina in bližnje okolice. Policist dokumentira prvotno stališče kraja zločina ob samem prihodu. Ko na kraj zločina prispe enota, je zelo pomembno, da se kraj zločina ne spremeni in oskruni. Pomembno je, da pregledajo kraj zločina, tako da vidijo in dobijo razumevanje kakšno kaznivo dejanje se je zgodilo. Enota opozarja na prisotnost morebitnih dokazov in pripravlja načrt za obdelavo scene kaznivega dejanja. . Drugi obhod kaznivega dejanja se izvaja z namenom zbiranja dokumentacije. Za boljšo dokumentacijo se po navadi kraj zločina lahko posname v obliki videa ali fotografij, tako da so vse podrobnosti zločina še bolj podrobno dokumentirane. Ko izvedejo temeljito preiskavo lahko dokumentacijo štejejo kot dokazno gradivo. Predmeti ali gradivo so označeni, prijavljeni in pakirani tako, da se ne poškodujejo in izgubijo. Vso dokazno gradivo se nato pošlje v forenzični laboratorij za analizo. Forenzični laboratorij obdela vse dokaze in scene, ko so znani rezultati preiskave se posredujejo do glavnega detektiva, ki vodi preiskavo.. The forensic laboratory processes all pieces of evidence from the scene. Once the results are in they go the lead detective on the case

## Dokumentacija
Fotografije vseh dokazov se posnamejo preden, se kdo kaj dotakne ali premakne. Dokazni označevalci so nameščeni ob vsakem dokazu, ki omogoča organizacijo le teh. Risanje scene kraja zločina ali skica je tudi pomembna oblika dokumentacije o kraju zločina. Ti dokazi so pomembni za določitev razdalj in drugih informacij, ki jih je lažje razbrati iz fotografij. Preiskovalci označijo lokacije dokazov in druge predmete v prostoru. Opombe so delo raziskovalcev, da si lažje zapomnijo dogodke na kraju zločina za lažjo preiskavo kaznivega dejanja.

## Zbiranje dokazov
Dokazi so na voljo v različnih oblikah. To je lahko karkoli, v obliki biološkega vzorca, kot so kri, ali vsakodnevne stvari, kot so bančni izpiski in podobno. Druge vrste dokazov vključujejo vlakna, strelno orožje, fotografije, videoposnetke in prstne odtise. Forenziki analizirajo dokaze, da lahko pridejo do razlage zakaj in kako je do kaznivega dejanja prišlo. Zagotavljanje pravočasnih in natančnih dokazov pomaga preiskovalcem bolje razumeti, kaj se je zgodilo na kraju zločina in pripomorejo k uspešni zaključitvi primera. Dokaze lahko zbirajo samo preiskovalci, ki imajo za to vrsto dela znanje in izkušnje. Različne vrste dokazov, včasih potrebujejo tudi različne vrste obravnave. Pomembno je, da se dokazi zberejo pravilno in natančno, da predmeti in dokazi niso poškodovani in da se lahko uporabijo kot predmet raziskave in dokazno gradivo. 

## Verige skrbništva
Ko so zbrani dokazi s kraja zločina jih postavimo v ustrezno posodo, ki je označena o dokaznem gradivu. Oznaka označuje določeno sceno, da se lažje vzpostavi verigo nadzora. Pomemben je tudi vrsti red dokazov in posameznikov, ki so vključeni v preiskavo. Veriga skrbništva je pomembna za preiskavo in zagotavlja fizično varnost vseh dokazov, ki so del postopka. 
Da se vzpostavi veriga skrbništva so potrebni naslednji identifikatorji:
- imena oseb, ki zbirajo dokaze in vsi ljudje, ki bodo prišli v stik z dokazi
- datum zbiranja in prenosa
- ime primera, številke zadev, vrsta kriminala
- dokazilo o imetju in številka referenta
- Ime žrtve ali osumljenca

## Vrste zločina
Različne vrste zločinov se dogajajo na prostem, v zaprtih prostorih ali v prevoznih sredstvih. Raziskovanje zunanjih zločinov je najtežje, saj so izpostavljeni različnim vremenskim razmeram kot so dež,veter, toplota kot tudi drugim objektivnim dejavnikom, kot so živali, onesnaževanje okolja, ki pripomorejo k težji zbiri dokazov. Zločini, ki se dogodijo v zaprtem prostoru imajo manj možnosti oskrunitve dokazov. S prevoznimi sredstvi se po navadi dogajajo kazniva dejanja kot so ropi in tatvine. Vrsta zločina glede na naravo kaznivega dejanja (rop, umor, posilstvo, itd.) imajo različne postopke obravnave.

## Rekonstrukcija
Rekonstrukcija zločina je uporaba znanstvenih metod, zbiranje materialnih dokazov in druga znanje ter metode, ki pripeljejo do niza dogodkov o kaznivem dejanju.